# Герб Карташу
Ге́рб Карта́шу — офіційний символ міста Карташу, Португалія. Використовується як територіальний герб. У золотому щиті червона троянда, обабіч якої старі португальські щитки із 13 безантами на кожному. Між трояндою і щитками розміщені дві чорні виноградні лози, які схрещуються в главі й основі щита. У главі щита лози закінчуються срібним і пурпурним виноградними гронами із зеленим листям; в основі шита — такі ж грона у зворотному порядку. Щит увінчує срібна мурована міська корона з п'ятьма вежами.  Під щитом біла стрічка, на якій великими літерами напис португальською: «Cartaxo» (Карташу).  Офіційно затверджений 1 січня 1996 року. Створений на основі попереднього містечкового герба, ухваленого 1 березня 1935 року. 

## Галерея

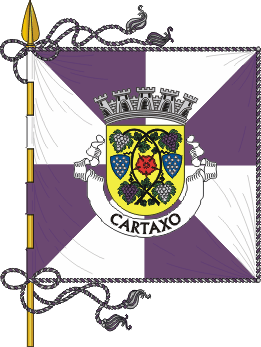
Прапор